# Sârbi (okręg Gałacz)
Sârbi – wieś w Rumunii, w okręgu Gałacz, w gminie Nicorești. W 2011 roku liczyła 219 mieszkańców.